# محمد علي الطباطبائي
السيد محمد علي بن عبد الكريم الطباطبائي الحسني الكاظمي (22 أغسطس 1945 - 1 فبراير 2017 ). مرجع شيعي عراقي عاش متنقلاً بين العديد من البلدان كالكويت وسوريا ولبنان وباكستان حتى استقر به المقام في المملكة المتحدة.
ولد الطباطبائي بمدينة كربلاء في الثاني والعشرين من أغسطس 1945 الموافق للرابع عشر من شهر رمضان 1364 هـ، لكنه عاش فترة طفولته المبكرة ومراهقته في الكاظمية، وبدأ فيها دراسة الكتب الفقهية والدروس الحوزوية و هو في الخامسة عشر من العمر، وأكمل دروس السطوح العالية قبل بلوغ الخامسة والعشرين - أي قبل سنة 1970 - وكان من مدرسيه حينها محمد طاهر الحيدري. توفي في الأول من شهر فبراير 2017 الموافق للرابع من شهر جمادى الأولى 1438 هـ.

## دراسته
إتجه إلى كربلاء ودرس عند كل من محمد الكلباسي، محمد الشاهرودي، محمد الهاجري، مصطفى الاعتماد، عبد الرضا الصافي، حسن الشيرازي، عبد الرضا الشهرستاني، محمد حسن اللاكنَهوي، علي العيثان. ثم انتقل إلى النجف حيث حضر البحث الخارج وإكمال الاجتهاد، ومن أبرز مدرسيه هناك روح الله الموسوي الخميني، أبو القاسم الخوئي، عبد الأعلى السبزواري، عبد الله الشيرازي، نصر الله المستنبط، محمد الشيرازي.
درس البحث الخارج من عام 1968م إلى 1980م, فأكمل الاجتهاد المطلق واستقوى في اجتهاده عند كتابة رسائله في الثمانينات. أول التوجيهات والشروع بالمرجعية كانت عند حصوله على وثيقة من السيد عبد الأعلى السبزواري عام 1973 فيها وصف السبزاوري الطباطبائي بالإجتهاد - وهي الرتبة التي يصل إليها المتخصص بالعلوم الدينية الحوزوية تؤهله لتحديد الأحكام الشرعية وبيانها استناداً إلى الأدلة المستخرجة من القرآن والأحاديث -، والدعاء له بالتأييد والتسديد.
عندما انتقل إلى الكويت عام 1974؛ لازم دروس المرجع محمد الحسيني الشيرازي حتى عام 1980، وحصل منه على وثيقة الاجتهاد العالية وإجازة الرجوع إلى فتواه وأهليته بمرجعية المسلمين، وبإذن الشيرازي قد طبعت أول رسالة عملية للطباطبائي في أحكام الحج وهي (رسالة الحج والزيارة) التي طُبعت في الكويت عام 1977, ووُزعت على مجموعة من الحجاج وعمل بها مقلدون له.
عمل بالتدريس حتى درّس السطوح العالية ودرّس البحث الخارج حتى خرج من سوريا إلى باكستان عام 1998.

## اعتقاله في الأردن
اعتُقل الطباطبائي في الأردن في شهر رجب 1427 حيث كان في زيارةٍ هناك، ووجه بعض الشيعة الموجودين هناك لضرورة تأسيس مسجد وحسينية للشيعة هناك.

## مؤلفاته
| - أصول الدين. - المرأة المؤمنة. - رسالة القوانين الشرعية. تقع هذه الرسالة في ثلاثة أجزاء. - رسالة الحج والزيارة. - الزواج الإسلامي سعادة الدارين. - الطلاق وقصة التشيع في إيران. - تعليقات وتوضيحات على العروة والتحرير. هذا الكتاب يحتوي تعليقات وتوضيحات الطباطبائي على كتابي العروة الوثقى لمحمد كاظم الطباطبائي اليزدي، وتحرير الوسيلة للخميني. - علوم وأحكام مستجدّة. - قبسات من القوانين الشرعية. - رسالة الإسلام إلى الطلائع المؤمنة. - تعليق وتوضيح على منهاج الصالحين. - شرح استدلالي على وسيلة النجاة. - ميثاق الإسلام في الشهادة الثالثة وذكرها في الصلاة. - إجماع الفقهاء وأدلتهم في الأحكام الشرعية. - نظرتنا الفقهية في الشعائر الحسينية. - رسالة الأمور السياسية. - وإقام الصلاة مقدمات وحدود. - تعليقة على مذهب الزيدية. - تعليقة على رسالة الشيخ حسين العصفور. - آداب تجهيزات الميت المسلم. - تعليقات وتوضيحات على استفتاءات السيد الخوئي. - بحوث وافية في آيات الأحكام. - ملحق رسالة الحج والزيارة. - موجز الأصول الفقهية. - شذرات في علم الدراية. - جدول رجال الحديث. - مختصر القواعد الفقهية. | - حدود في الفقه والأصول. - حدود في الأدب والشعر. - رموز المنطق والفلسفة. - صياغة جديدة لكفاية الأصول. - كفاية المنطق. - بين الشيعة والوهابية. - مناظرة الفاضلة حسنية لعلماء بغداد. - ميثاق الإسلام في عيد الغدير. - عشرة مواقف ساخنة. - من فيض القرآن. - نهج البلاغة.. دروس رائعة. - قادة الإسلام الخمسة.. النبي والولي و الزهراء والحسنان. - معاجز رأس الحسين. - من إشعاعات القرآن الكريم. تفسير مفصل. - وصيتي إلى العالم الإسلامي. - قصة حياة السيد خادم الشرع. - أحوال قرى الشيعة في سورية ولبنان وباكستان وغيرها. - رسالتي إلى مسؤلي الحج والزيارة المحترمين. - البراعم الطيبة... عقيدة وأخلاق. - نوادر إسلامية مؤنسة. - في علائم ظهور الإمام المهدي. - تقويم شيعي في السنة. - ديوان شعر. - عزادارى شرعى حيثيت. باللغة الأردوية. - توضيح القوانين الشرعية. باللغة الأردوية. - ترجمة جزء عم. باللغة الإنجليزية. - انجمن منتظرين امام حجت مهدى.باللغة الأردوية. - المترجم البشير. قاموس أردوي-عربي. |

## وصلات خارجية
- قناة الأبوين على يوتيوب